# Poringland
Poringland is een civil parish in het bestuurlijke gebied South Norfolk, in het Engelse graafschap Norfolk met 3802 inwoners.

## Geboren
- Ronan Parke (8 augustus 1998), Brits zanger